# West Point (Iowa)
West Point – miasto w Stanach Zjednoczonych, w stanie Iowa, w hrabstwie Lee. Zgodnie ze spisem statystycznym z 2000 roku, miasto liczyło 980 mieszkańców.